# 莫索佩河
21°07′S 26°16′E / 21.117°S 26.267°E
莫索佩河是博茨瓦納的河流，位於中部區，處於首都哈博羅內以北400公里，每年平均降雨量507毫米，該地區受炎熱乾旱氣候影響。